# Israel López (calciatore)
Israel López Hernandez (Città del Messico, 29 settembre 1974) è un ex calciatore messicano, di ruolo centrocampista.

## Carriera

### Nazionale
Esordisce con il Messico il 4 giugno 2000 contro l'Irlanda.
Disputa con la selezione olimpica le Olimpiadi di Atene 2004.